# Detlef Gromoll
Detlef Gromoll (Berlim, 13 de maio de 1938 — 31 de maio de 2008) foi um matemático alemão. Trabalhou com geometria diferencial.